# Alfred Maul
Pour les articles homonymes, voir Maul.
Alfred Maul (né le 27 novembre 1870 à Pößneck et mort le 27 août 1942 à Dresde) est un ingénieur allemand, pionnier de la reconnaissance aérienne. Maul a expérimenté dès 1900 la photographie aérienne par fusée.